# Materia (album)
Materia è il sesto album in studio della Progressive death metal/gothic metal band Novembre.

## Il disco
Un album certamente diverso dalle altre produzioni della band romana, un disco molto introspettivo e delicato, che abbandona le tipiche sonorità death metal di Dreams d'Azur (2002) (ri-registrazione di Wish I Could Dream It Again..., primo LP del gruppo) per orientarsi su un sound più calmo, fatto di melodie particolari e di stampo decisamente gothic metal.
Carmelo Orlando abbandona quasi totalmente lo scream (presente solo in 3/4 brani), dando spazio ad una voce più emozionale ed armoniosa, che meglio si sposa con i suoni melodici ed onirici di questa nuova produzione.

## Tracce
1. Verne 		5:44
2. Memoria Stoica/Vetro 	6:00
3. Reason 		7:30
4. Aquamarine 		5:13
5. Jules 		5:47
6. Geppetto 		6:59
7. Comedia 		6:55
8. The Promise 		5:33 *
9. Materia 		5:41
10. Croma 		6:25 **
11. Nothijngrad 		6:08 **

* cover degli Arcadia
** brani composti prima di Novembrine Waltz ma non inclusi nell'album 

## Formazione

### Gruppo
- Carmelo Orlando - chitarra, voce
- Giuseppe Orlando - batteria
- Massimiliano Pagliuso - chitarra

### Altri musicisti
- Fabio Fraschini - basso